# Alfons de la Cerda

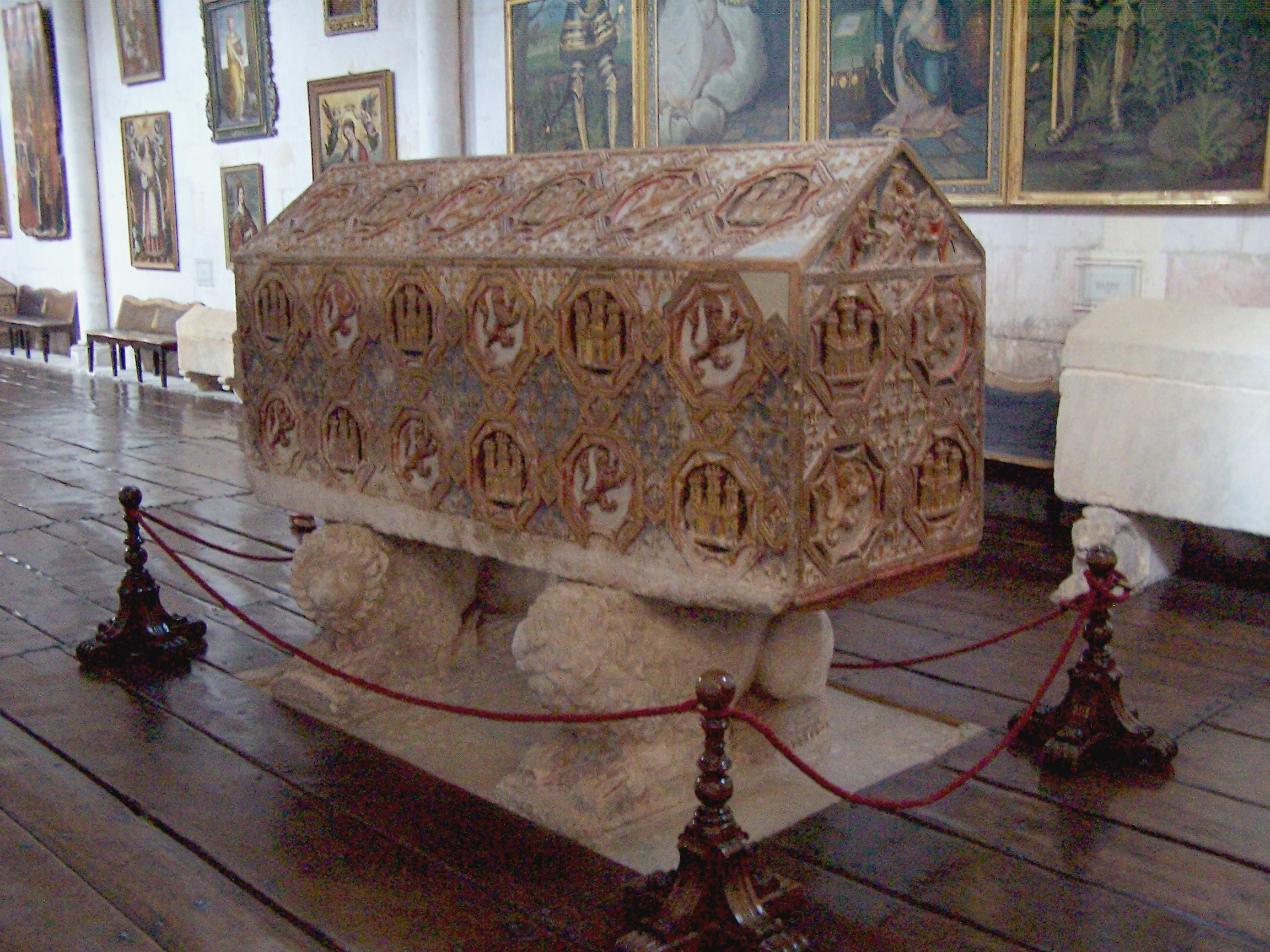
Grób Alfonsa de la Cerda

Alfons de la Cerda, zwany też Alfons el Desheredado (dosł. z hiszp. Alfons Szczeciniasty lub Alfons Wydziedziczony; ur. 1270 w Valladolid, zm. 1324 w Ávila lub w 1333) – najstarszy syn księcia kastylijskiego Ferdynanda de la Cerda i Blanki francuskiej, córki Ludwika IX Świętego i Małgorzaty Prowansalskiej.

## Życiorys
Miał jedynego młodszego brata Ferdynanda (1275–1322), który popierał jego dążenia do tronu. Był antykrólem kastylijskim w opozycji do kolejno Sancho IV Odważnego i Ferdynanda IV Pozwanego.
Alfons po śmierci swego ojca w 1275 (miał wtedy 5 lat) stał się prawowitym następcą tronu po dziadku Alfonsie X Mądrym. Przez następne 13 lat byli trzymani w fortecy Xativa na polecenie ich babki, żony Alfonsa X, Jolanty Aragońskiej. Alfons został następcą tronu, jednak wobec nacisków niechętnych mu możnych i ekspansji Marynidów w 1278 roku Alfons X uznał swego młodszego syna Sancho za następcę tronu. W 1276 Kortezy w Segovii uznały Sancha za dziedzica tronu, jednak w 1282 wobec nacisków króla odwołały swą decyzję. Alfons X w 1284 abdykował i wkrótce zmarł. Wówczas rozgorzała walka o władzę nad Kastylią-Leónem, jednak Alfons był zbyt młody, by móc w niej zwyciężyć. Wraz z babką Jolantą i matką Blanką schronił się na dworze aragońskim. Sanchowi udało się zdobyć koronę, jednak ceną za to było oddanie faktycznej władzy w ręce możnych rodów Haro i Lara. We wrześniu 1288 roku król Aragonii Alfons III Liberalny uwolnił i doprowadził do koronacji Alfonsa de la Cerda na króla Kastylii-Leónu w Jaca, jednak jego następca Jakub II Sprawiedliwy nie podtrzymał dlań swojego poparcia. Dopiero po uspokojeniu polityki zagranicznej we Włoszech na mocy traktacie z Anagni (1295) udzielił wsparcia Alfonsowi, korzystając z małoletniości kolejnego władcy, Ferdynanda IV. Sojusznicy wykorzystali brak papieskiej dyspensy dla związku Sancha IV z Marią de Molina i na tej podstawie chcieli podzielić tereny królestwa między Alfonsa de la Cerda a Jana, pana Walencji, brata Sancha i Ferdynanda. Siłom aragońskim udało się uzyskać potwierdzenie Alfonsa jako króla w części miast, a także zająć Murcję, jednak śmierć jednego z dowódców i inwazja portugalska na Kastylię powstrzymały dalsze działania. Wkrótce zwolennicy Ferdynanda IV zyskali też militarną przewagę i odzyskali część ziem. Dodatkowo w 1301 roku papież Bonifacy VIII uznał dzieci ze związku Sancho IV z Marią de Molina za prawowite. Alfons miał więc coraz mniejsze szanse na odzyskanie tronu.
Stronnikiem Alfonsa był początkowo Jan, pan Walencji, młodszy brat Ferdynanda i Sancha, który dla tej sprawy pozyskał pana Biscay, Lope Díaza III de Haro. Ten został jednak stracony na polecenie Sancha, a Jana uwięziono. Wedle kronikarzy egzekucji zostało poddanych aż 4 tysiące zwolenników Alfonsa. Ostatecznie w 1300 roku Jan zmienił sojusze i podporządkował się Ferdynandowi.
8 sierpnia 1304 roku na podstawie traktatu z Torrellas pomiędzy władcami Kastylii Ferdynandem IV, Aragonii Jakubem II Sprawiedliwym i Portugalii Dionizym I Alfonsowi zostały nadane Alba, Bejar and Gibraleón. Następnie osiedlił się we Francji, gdzie król Karol IV Piękny nadał mu również tytuł barona Lunel w Langwedocji-Roussillon.
Zmarł krótko po 23 grudnia 1324 roku i został pochowany w Las Huelgas. Możliwe, że powrócił do ojczyzny w 1333 i ostatecznie zrzekł się roszczeń do korony wobec kolejnego władcy Alfonsa XI.
Początkowo był zaręczony z córką Sancho IV, Izabelą. Od ok. 1290 jego żoną była Mahaut (Matylda), prawdopodobnie córka Jana I de Brienne, hrabiego Eu. Doczekali się razem siódemki dzieci:
- Alfonsa (1289-1327), pana Lunel, Tafalla i Caparroso, archidiakona Paryża do 1322, męża Izabeli d'Antoing, córki Hugo IV z Antoing, ojca Karola, konstabla Freancji i hrabiego Angoulême;
- Henryka (1290 - po 1326), archidiakona Paryża po Alfonsie;
- Ludwika (1291 - 1348), hrabiego Clermont and Talmont, admirała Francji, namiestnika Wysp Kanaryjskich, męża Leonor de Guzmán, a następnie Guiot D'Uzes;
- Małgorzatę (1293 - po 1328), panią Lemos i Sarri, poślubioną Filipowi, synowi Sancho IV Odważenego, współregenta za małoletniości Alfonsa XI;
- Jana (1295-1347), pana, męża Marii Alfonsy, nieślubnej córki króla Portugalii Dionizego I;
- Marię (1305-1355), panią Villafranca de Valcárcel, żonę Alfonso Melendeza de Guzman;
- Ines (1307 - po 1362), żonę Fernanda Rodrigueza de Villalobos;
- być może Izabelę, żonę Rodrigo Alvareza z Asturii;